# Parti républicain syndicaliste
Pour les articles homonymes, voir Parti républicain.
Le Parti républicain syndicaliste (PRS) est un parti politique français fondé par Georges Valois après l'éclatement du Faisceau en 1928. 
Fondé le 10 juin 1928, le PRS comptait parmi ses membres : Charles-Albert (ex-anarchiste devenu néo-jacobin), Jacques Arthuys, Hubert Bourgin, René Capitant (futur gaulliste de gauche) ou encore Emmanuel Temple. Malgré sa proximité avec le fascisme et certaines ligues d'extrême droite, ce mouvement rejoindra la gauche et plusieurs de ses membres — Georges Valois le premier, ainsi que Jacques Arthuys — se joindront à la résistance.
Les Cahiers Bleus étaient l'organe principal du parti.

## Membres[1]
- Georges Valois (président)
- Jacques Arthuys (vice-président)
- Hubert Bourgin (vice-président)
- Charles Albert
- René Capitant
- Emmanuel Temple
- André Fourgeaud
- Marcel Barault
- Jean Barthet
- Jacques Bénard
- André Deloche
- Auguste Lajonchère
- Philippe Lang
- Jean Mayer
- Paul Régley
- Jean de Rocquingny
- Charles Collette
- Gabriel Bonnet
- Henri Viallefond
- René de la Porte